# Backup Exec
Backup Exec est un logiciel de sauvegarde et restauration de données édité par la société Veritas (anciennement Symantec).
Il fournit des fonctionnalités de sauvegarde et d'archivage pour les environnements Windows.

## Historique
Développé à l'origine par la société Maynard Electronics, constructeur de périphériques de sauvegardes sur bandes magnétiques, fondé en 1982, Backup exec est un logiciel de sauvegarde qui a ensuite changé d'éditeur au gré des fusions et acquisitions :
- 1982 - Maynard Electronics (en), constructeur de périphériques de sauvegardes sur bandes magnétiques développe le logiciel "MaynStream".
- 1989 - Archive Corp. (en) achète Maynard. MaynStream est porté sous DOS, Windows, Macintosh, OS/2, et NetWare.
- 1993 - Conner Peripherals achète Archive Corp. et Maynstream est rebaptisé "Backup Exec".
- 1994 - Conner achète Quest Development Corp et lui fusionne sa division logiciel pour créer Arcada Software (en), qui devient l'éditeur de Backup Exec.
- 1996 - Seagate Technology achète Conner et Arcada, qui est fusionnée avec sa filiale Seagate Software (en).
- 1999 - Veritas Software (en) achète la division "Network and Storage" de Seagate software, qui détient Backup Exec.
- 2005 - Symantec achète Veritas.
- 2015 - Symantec se sépare en deux entités, Symantec et Veritas. Backup Exec fait son retour parmi les produits Veritas.

Par ailleurs en 1997, NTBackup, le module de sauvegarde intégré à Windows NT, est une version allégée de Backup Exec. Ce module équipera également les versions Windows 2000, Windows XP et Windows Server 2003.